# Воронино (Николаевская область)
Воронино (укр. Воронине) — село в Братском районе Николаевской области Украины.
Основано в 1860 году. Население по переписи 2001 года составляло 109 человек. Почтовый индекс — 55432. Телефонный код — 5131. Занимает площадь 0,648 км².

## Местный совет
55430, Николаевская обл., Братский р-н, с. Анновка, ул. Советская, 22

## История
Названо в честь Героя Советского Союза — Василия Воронина.